# Ivan Vaughan
Ivan Vaughan (18 de junio de 1942 - 16 de agosto de 1993) fue un amigo de la infancia de John Lennon, y más tarde, compañero en la escuela de Paul McCartney en el "Liverpool Institute". Ambos comenzaron a estudiar allí en septiembre de 1953. Nació exactamente el mismo día que McCartney en Liverpool. En ocasiones tocaba el bajo en la primera banda que tuvo Lennon, los Quarry Men, y fue la persona que presentó a Paul McCartney ante John Lennon, en la fiesta parroquial el 6 de julio de 1957, donde los Quarry Men estaban tocando. McCartney impresionó a Lennon, quien inmediatamente lo invitó a unirse a la banda, lo que sucedió algunas semanas después. De esta manera comenzó la famosa dupla compositora "Lennon-McCartney", que luego se convertiría en los Beatles.
Vaughan estudió en la Universidad College, en Londres, se casó en 1966 y formó una familia con un hijo y una hija, y se convirtió en maestro. 
Lennon y McCartney nunca olvidaron al amigo que los había hecho conocerse. Vaughan estuvo por trabajar en su empresa Apple Corp, en un proyecto para crear una escuela con un estilo hippie y sesentoso que nunca tomo forma. La esposa de Vaughan, una maestra de francés, fue la que ayudó a Lennon y McCartney para componer el éxito de 1965 Michelle.
En 1977, a Vaughan se le diagnosticó el Mal de Parkinson. Su libro: "Ivan: viviendo con el Mal de Parkinson", fue publicado en 1986 y también se hizo un documental para la BBC en 1984 sobre la búsqueda de una cura.
Su muerte en 1993, conmovió a Paul McCartney de manera tal que volvió a escribir poesía por primera vez desde que era un niño.